# Prefectura Cania
Cania (greacă Χανιά) este o prefectură greacă, situată în insula Creta. Reședința sa este Chania.

## Municipalități și comunități
| Municipalitate        | Cod YPES | Reședință (dacă e diferită) | Cod poștal | Cod zonal         |
| --------------------- | -------- | --------------------------- | ---------- | ----------------- |
| Akrotiri              | 5301     | Pythari                     | 731 00     | 28210-6           |
| Anatoliko Selino      | 5302     | Kampanos                    | 730 09     | 28230-5           |
| Armenoi               | 5303     | Kalives                     | 730 08     | 28250-3           |
| Chania                | 5325     |                             | 731 00     | 28210-2 through 7 |
| Eleftherios Venizelos | 5309     | Mournies                    | 733 00     | 28210-9           |
| Fres                  | 5324     |                             | 730 06     | 28210-7           |
| Georgioupoli          | 5308     | Kournas                     | 730 07     | 28250-9           |
| Innachori             | 5311     | Elos                        | 730 13     | 28220-6           |
| Kandanos              | 5312     |                             | 730 04     | 28220-3           |
| Keramia               | 5313     | Gerolakkos                  | 731 00     | 28210             |
| Kissamos              | 5314     |                             | 734 00     | 28220-2           |
| Kolymvari             | 5315     |                             | 730 06     | 28240-2           |
| Kryonerida            | 5316     | Vryses                      | 730 07     | 28250-5           |
| Mousouroi             | 5317     | Alikianos                   | 730 05     | 28220-3           |
| Mythimna              | 5318     | Drapanias                   | 730 04     | 28220-3           |
| Nea Kydonia           | 5319     | Daratsos                    | 731 00     | 28210-3           |
| Pelekanos             | 5320     | Paleochora                  | 730 01     | 28230-2           |
| Platanias             | 5321     | Gerani                      | 730 04     | 28210-6           |
| Sfakia                | 5323     | Chora Sfakion               | 730 11     | 28250-9           |
| Souda                 | 5322     |                             | 732 00     | 282210-2          |
| Theriso               | 5310     | Vamvakopoulo                | 731        | 28210-9           |
| Vamos                 | 5305     |                             | 730 08     | 28250-2           |
| Voukolies             | 5306     |                             | 730 02     | 28240-3           |
| Comunitate            | Cod YPES | Reședință (dacă e diferită) | Cod poștal | Cod zonal         |
| Asi Gonia             | 5304     |                             | 740 55     | 28310-4           |
| Gavdos                | 5307     |                             | 730 01     | 28230-4           |